# Vinduet
Vinduet är en norsk litterär tidskrift utgiven av Gyldendal Norsk Forlag. Den grundades 1947 av Harald Grieg och Nic Stang, och kommer ut med fyra nummer per år. Innehållet är oftast en blandning av skönlitterära texter, artiklar om litteratur av olika slag och bokrecensioner. Tidskriften har haft stor betydelse i Norge genom sin presentation av ny, ofta okonventionell litteratur.